# Iso-Kontio (ö, lat 62,15, long 28,43)
Iso-Kontio är en ö i Finland. Den ligger i sjön Haukivesi och i kommunen Nyslott i  landskapet Södra Savolax, i den sydöstra delen av landet, 280 km nordost om huvudstaden Helsingfors. Öns största längd är 2,3 kilometer i nord-sydlig riktning.